# 5195 Kaendler
5195 Kaendler eller 3289 T-1 är en asteroid i huvudbältet som upptäcktes den 26 mars 1971 av den nederländsk-amerikanske astronomen Tom Gehrels och det nederländska astronomparet Ingrid van Houten-Groeneveld och Cornelis Johannes van Houten vid Palomarobservatoriet. Den är uppkallad efter den tyske keramikern Johann Joachim Kändler.
Asteroiden har en diameter på ungefär 4 kilometer.